# Heaven Is a Place on Earth (DJ Lhasa)
Heaven Is a Place on Earth è un singolo dell'anno 2002 del dj Maurizio Braccagni, in arte DJ Lhasa.
Il brano riprende il ritornello dell'omonima canzone di Belinda Carlisle.

## Tracce
1. Heaven Is a Place on Earth (Ma.Bra. Radio Edit) 3:30
2. Heaven Is a Place on Earth (Original Mix) 6:21
3. Explorer 4:54